# Шар времени

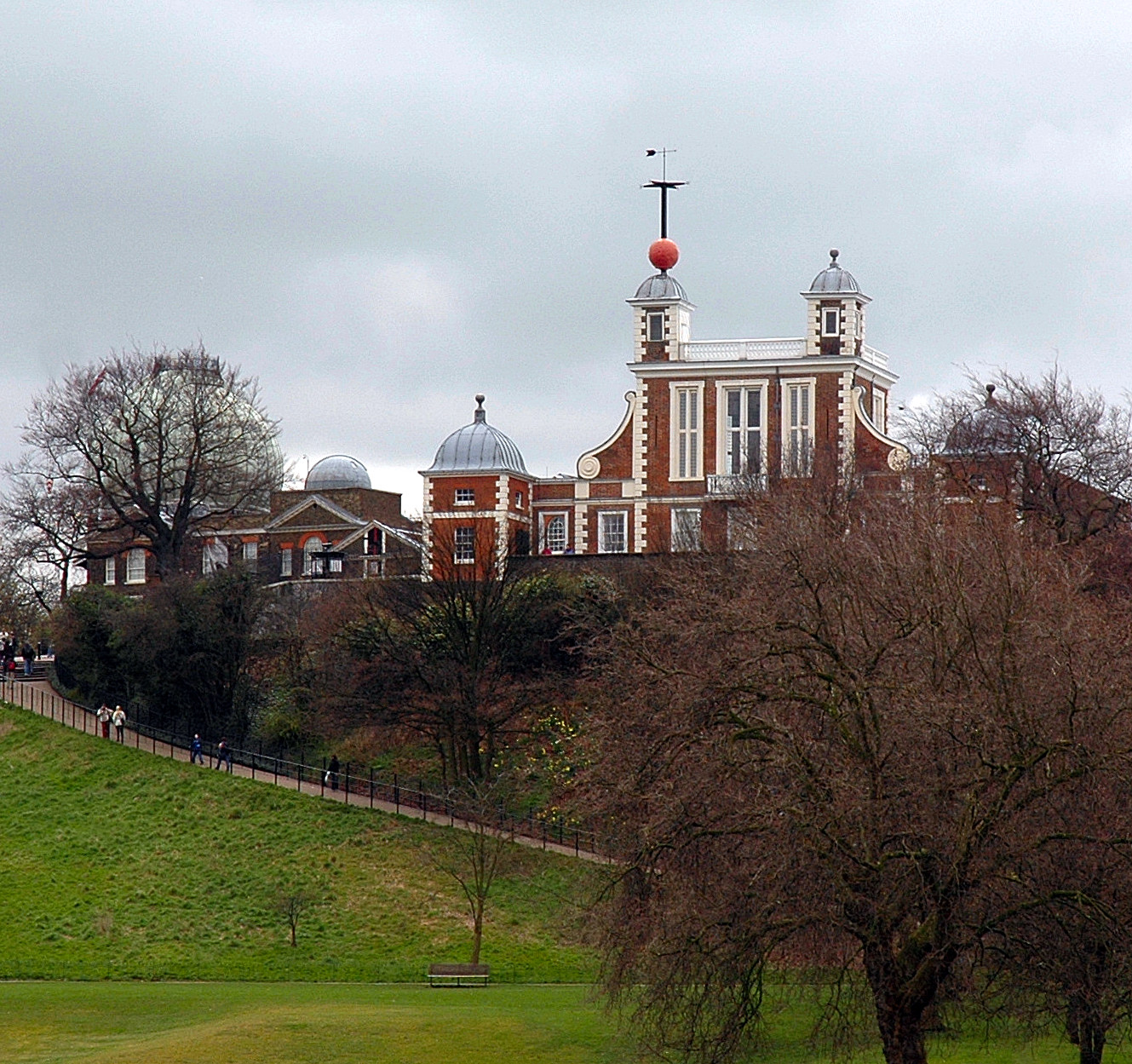
Гринвичская обсерватория. На башне хорошо виден красный «Шар времени».

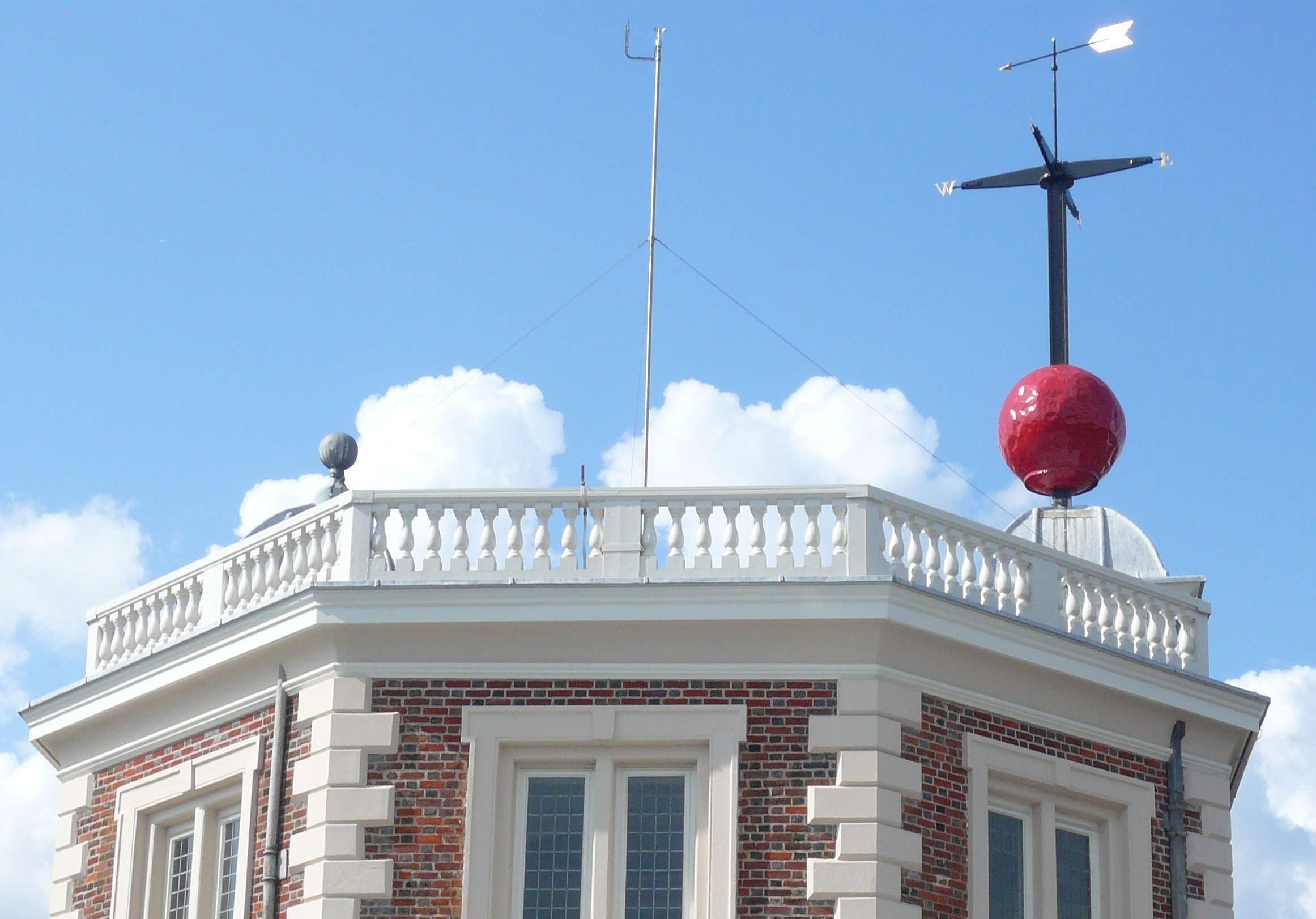
Шар времени на Гринвичской обсерватории

«Шар времени» (англ. Time ball) — приспособление для оптической сигнализации точного времени. Как правило, представляет собой деревянный или металлический шар, поднимаемый на мачту и в определённое время падающий по ней вниз. «Шары времени» относительно широко использовались в XIX веке, главным образом — для упрощения морской навигации. Моряки сверяли по ним корабельные хронометры, поскольку точность часов того времени зачастую была весьма условна и для их корректировки часто применялся некий централизованный сигнал. До наших дней сохранилось несколько «шаров времени», из которых наиболее известен таковой в Гринвичской обсерватории.

## История
Первый «Шар времени» появился в Портсмуте, в Великобритании, в 1829 году. Он был сооружен по проекту Роберта Оучопа, капитана английского флота. Второй появился в Гринвичской обсерватории в 1833 году, он был сооружен по проекту королевского астронома Джона Понда. Первый американский «Шар времени» появился в 1845 году . В Нью-Йорке в 1877 году здание «Вестерн Юнион» было самым высоким, и на нем был установлен так называемый «Шар Времени», который приходил в движение ежедневно. К нему вел провод из Национальной обсерватории в Вашингтоне, поэтому полдень отмечался «Шаром Времени» предельно точно.